# Villamos vontatás
A vasúti vontatás első évszázada a gőzvontatás egyeduralmát jelentette. Az egyébként a vontatási feladatokhoz kitűnően alkalmazkodó gőzmozdony a XX. század elejére lassan elérte teljesítményének a határait, emellett a hatásfokának (a legjobb üzemi helyzetekben 5%!) ma elképzelhetetlenül alacsony mértéke az energiagazdálkodási szempontokat is előtérbe helyezte a vasúti vontatás fejlesztése során. Ez vezetett a villamos vontatás kifejlesztéséhez.
Villamos vontatás esetén szükség van a villamos energia járműbe való vezetésére. Ezt kétféleképp lehet megoldani: kezdetben harmadik sín gondoskodott az áramellátásról, azonban 1895-ben R. Sprague az Amerikai Egyesült Államokban már felsővezetéket használt.

## Története
A megújulás két – markánsan eltérő – irányban indult meg. A dízelvontatás a gőzvontatás hagyományainak továbbéléseként a vontatójárműbe épített energiaforrás elvét hagyta meg, a közúti közlekedésben és a stabil gépi berendezésekben egyre kiforrottabb belső égésű motorok alkalmazásával.
A villamos vontatás a központi (célszerűen az országos) energiaellátó rendszerekből táplált felsővezetéki (városi rendszereknél alsó- és oldalsóvezetéki rendszerek is előfordulnak) hálózatból táplált, emiatt törvényszerűen egyszerűbb járművekre épül.
Ebből következik, hogy az egyszerűbb és olcsóbb üzemű járművekből és a kiépítendő energiaellátó rendszerből álló villamos vontatás annál a forgalomsűrűségnél válik gazdaságosabbá a dízelvontatáshoz viszonyítva, ahol a két elem együttes beruházási és üzemeltetési költsége olcsóbb az adott feladathoz szükséges dízeljárművek összköltségénél. A részletes számításokat természetesen a tényleges járműárak, beruházási és üzemeltetési költségek ismeretében lehet alkalmanként és vonalanként elvégezni a várható forgalomnagyság függvényében.

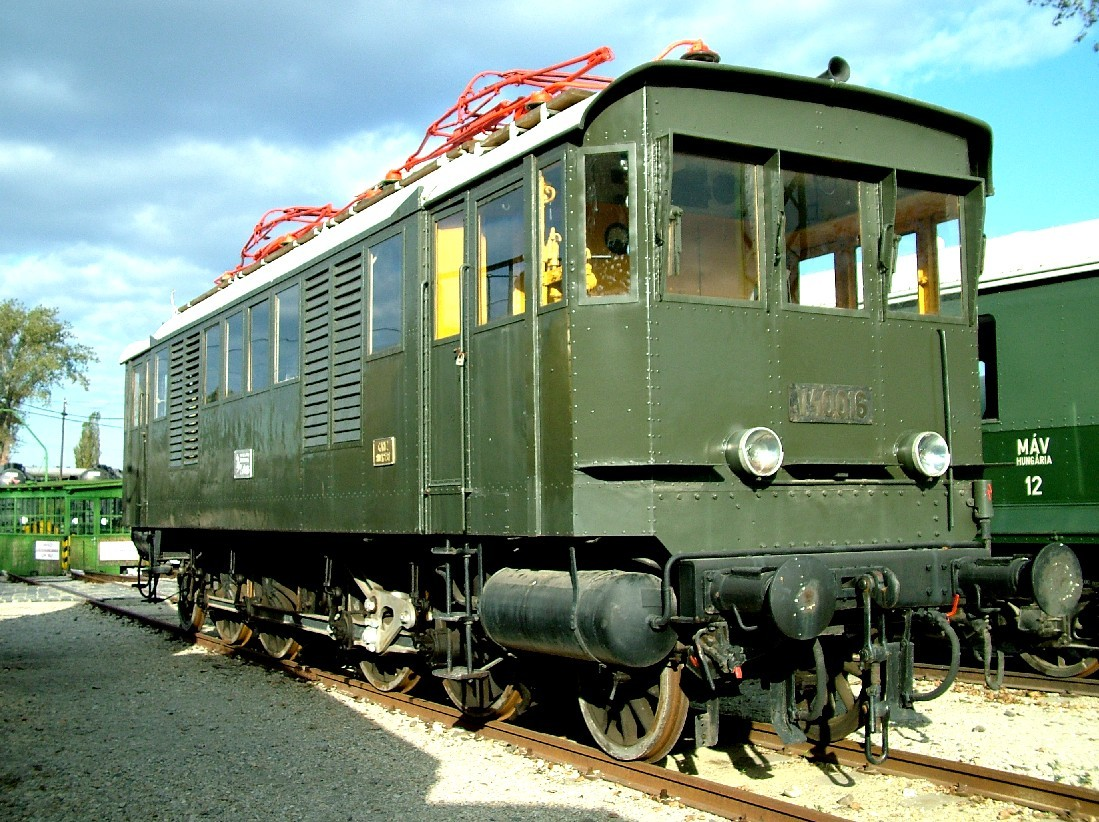
A MÁV V40 sorozatú, gyors- és személyvonati Kandó-mozdonya

Elsősorban Kandó Kálmán fejlesztői munkássága, számos szabadalma eredményeképpen 1932-ben valósággá vált a hegyeshalmi vonalon Budapest – Komárom között a 16 000 V-os 50 Hz-es felső vezetéki táplálású üzemszerű villamos vontatás beindítása. Kandó helyesen ismerte fel, hogy a vasúti villamos vontatást az ország egységes energiarendszerén belül kell megvalósítani. Az 50 Hz-es egyfázisú váltakozó feszültséget a mozdonyban háromfázisúvá alakítva táplálják a vontatómotorokat. Így a vasút külön villamos rendszert nem igényel, mindössze egyetlen munkavezetéket kell létesíteni.
A nagyvasúti villamos vontatás 3 párhuzamos technikai útvonalon indult el, és ezek a megoldások ma is együtt élnek az európai vasúthálózaton (is). A városi közlekedésben a XIX. század utolsó éveiben tért hódító egyenáramú rendszer (a városi villamos) nagyvasúti alkalmazásának határt szab az alkalmazható felsővezetéki feszültség (1500 V, illetve állandóan sorba kapcsolt motorok esetén 3000 V), amely a megengedhető határok között tartandó feszültségesés miatt igen sok stabil átalakítót, alállomást igényel. Természetesen a nagyon sok (egyszerű villamos berendezésű) járművet igénylő városi közlekedésben a mai napig ezt a megoldást alkalmazzák. Megmaradtak a korábban kiépített nagyvasúti egyenáramú hálózatok is (például Lengyelországban, Olaszországban, Szlovéniában, Hollandiában stb.) de a mai, korszerű járművek már itt is jórészt váltakozó áramú motorokkal készülnek.
Ugyancsak tovább él az egykori német ipar által kifejlesztett és az általa akkoriban befolyásolt területeken a XX. század elején kiépített 15 000 V feszültségű, 16 2/3 Hz frekvenciájú váltakozó-áramú rendszer (a német, osztrák, svéd, norvég, svájci vasutak hálózatán), de az új járművek hajtási rendszere ma már itt is eltér az eredeti „váltakozó áramú kommutátoros” motoroktól.
A harmadik technikai lehetőség kidolgozása Kandó Kálmán és munkatársai nevéhez fűződik, ennek első nagyvasúti megvalósítási jubileumát ünnepeltük 2007-ben. Kandó Kálmán nagy jelentőségű változtatást hajtott végre mindkét korábbi megoldáshoz képest, amikor a nagyvasúti villamos vontatást az országos villamosenergia-ellátó rendszerre telepítette. A váltakozó áramú aszinkron motorok nagyvasúti hajtómotorként való alkalmazása abban az időben igen kreatív mérnöki tevékenységet igényelt, de sikerült üzemi célra elfogadható megoldást találni. A járművek hajtási rendszerében az elmúlt háromnegyed évszázad alatt bekövetkezett fejlődés teljes mértékben megoldotta a kezdet nehézségeit, igazolta Kandó Kálmán és munkatársai merész és következetes fejlesztési munkáját. Ma a világon új villamosítást (eltekintve az eltérő rendszerű hálózatok kisebb mértékű fejlesztésétől) csak az országos energiaellátó rendszerre építenek, ipari periódusú váltakozó áramú felsővezetéki rendszerrel.
A 25 kV feszültségű, 50 Hz-es rendszer kidolgozóinak és követőinek nagyvonalú és magas színvonalú mérnöki munkáját bizonyítja, hogy – az akkoriban meglehetősen korlátozott lehetőségek ellenére – az 1960-as években sikerült kiválasztani az energiaellátó rendszerhez legjobban illeszkedő mozdonytípust, illetve hajtási rendszert.
Az ipari energiaellátó rendszerre épített vasútvillamosítás minden kedvező energiaellátási tulajdonsága ellenére sem tudott elterjedni – a már említett mozdonykonstrukciós nehézségek miatt – az 1960-as évekig. Ekkor azonban a vasúti szállítás dinamikus növekedése Európa-szerte kikényszerítette a villamosítás gyorsítását és széles körű kísérletek indultak a legjobb technikai megoldás megtalálása céljából. A Kandó-rendszerű energiaellátó rendszerhez ekkor társult a félvezetőkre épülő áramirányítási technika és az egyenáramú soros motorok alkalmazása.

## Hazai vasút-villamosítás

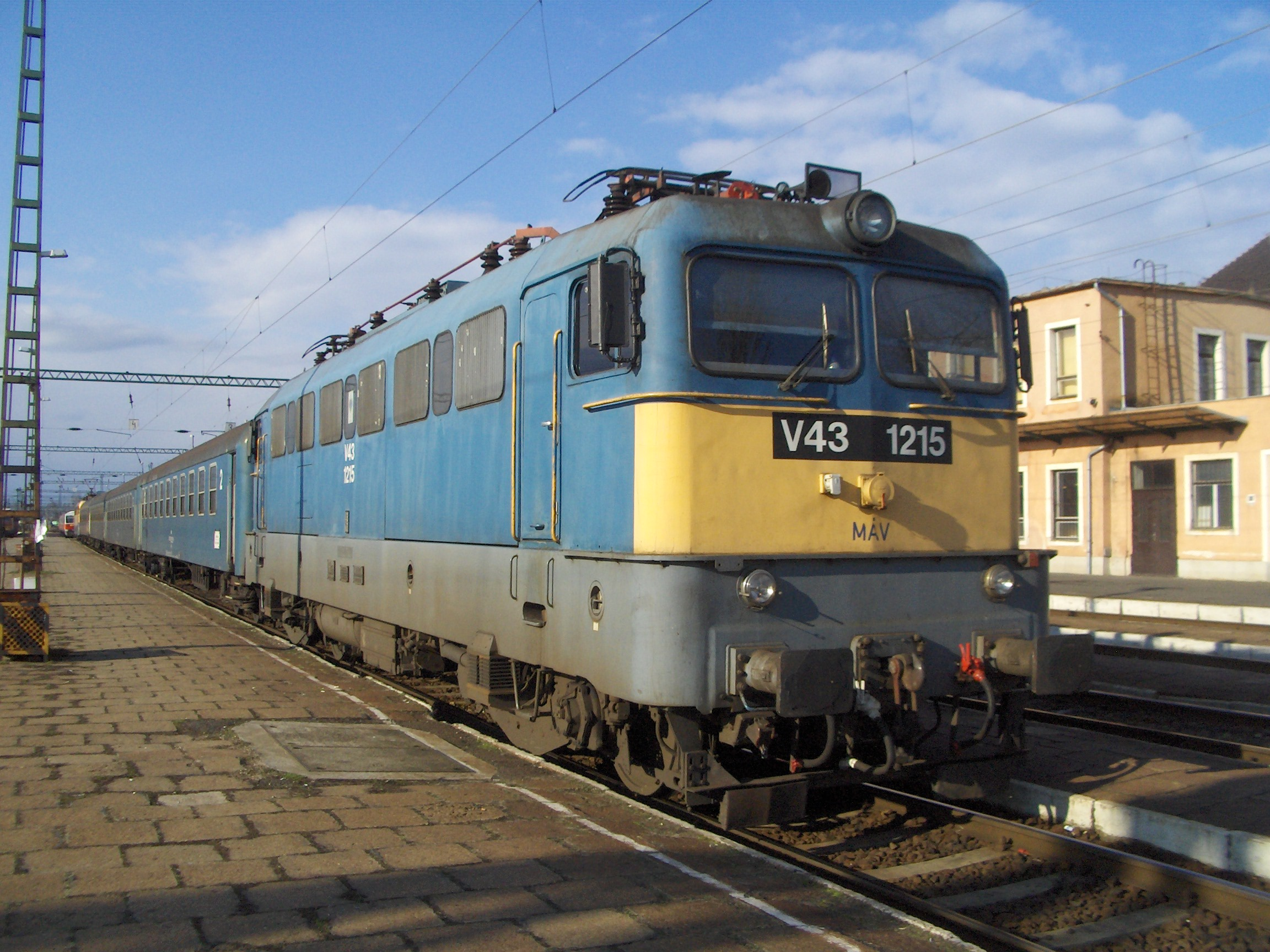
A MÁV V43 sorozatú univerzális mozdonya

A MÁV-nak sikerült 1963-ban egy neves (német, francia, belga) cégekből álló Nyugat-európai munkaközösség egy korszerű mozdonytípusát megvásárolnia (gondoljunk bele: 1963-ban egy teljesen „nyugati” termék behozatala mekkora mérnöki - és a háttérben politikai - elszántságot igényelt!). Az első hét darab MÁV V43 sorozatjelzésű, univerzális jellegű mozdony üzembe helyezése után a hazai ipar licenc alapján átvette a gyártást és összesen 378 darab készült el a mozdony-típusból 1982-ig. A döntés helyességét a teljes magyar vasúti járműgyártó ipar akkori technológiai megújulása igazolta, valamint az a tény, hogy ezek a mozdonyok 2010-ben is a MÁV szállítási teljesítményének 60-65%-át továbbították.
A magyar vasút és a magyar mérnökök a villamos vontatás kifejlesztésében igen jelentős eredményeket értek el korábban.

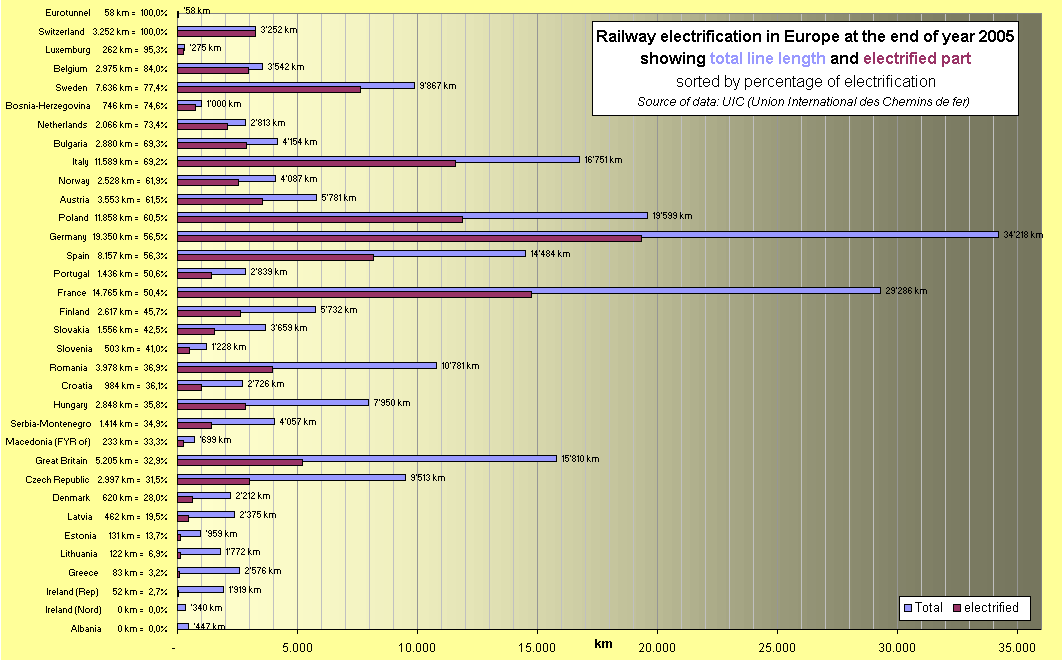
A villamos vontatás aránya a különböző országokban

A MÁV villamosított és villamosításra érett vonalai.
Kék: már villamosított
Sárga: tervezett villamosítás

A magyar vasúthálózatból a villamosított arány a 2000. év végén elérte a 35%-ot. Ezzel a meghatározó nemzetközi fővonalak és a páneurópai korridorok vonalszakaszainak többsége villamos üzemű lett. Ugyan a villamosított hálózat aránya ma jelentősen elmarad az Európai Unió átlagától (Az európai uniós átlag 2000-ben 53,5%, 2005-ben 54,9% volt), azonban ennek egyik fő oka Magyarország uniós átlagot messze meghaladó vasúti hálózatsűrűsége, és a gazdaságosan nem villamosítható mellékvonalak jelentős hossza. A MÁV ugyanakkor - koncentrált terhelésű hálózatára tekintettel - szállítási teljesítményének mintegy 86%-át villamos vontatással teljesíti.
2001-2006 között a magyar vasúthálózaton a GYSEV a kezelésében lévő Sopron-Szombathely, valamint a Fertőszentmiklós- Pomogy (Pamhagen) vonalat villamosította, ezzel a GYSEV villamosított hálózatának aránya 95%-os lett. 2010-ben elkészült 56 km-en a Szombathely–Szentgotthárd-vasútvonal villamosítása is. A 2011-ben átvett újabb 214 km-es vasúti pályák közül a Mosonszolnok–Csorna–Porpác szakaszok villamosítása készült el 2015-ben. A Szombathely–Zalaszentiván vasútvonal villamosítása 2016-ban történt meg.
Ugyanezen időszakban a MÁV hálózatán új vonal villamosítására nem került sor. A vasúthálózatból 1917 km-t még 1985 előtt villamosítottak.
Történt ez annak ellenére, hogy a MÁV vezetése 2001-ben megtárgyalta a MÁV hosszú távú villamosítási koncepcióját. Ekkor döntés született az európai V. közlekedési folyosó részét képező, Szlovénia felé vezető 25. számú vasútvonal, a Bajánsenye–Zalaegerszeg–Ukk–Boba-vasútvonal teljes villamosításáról, ami végül 2010. május 18-a óta villamosított. Továbbá a IV. és az V. korridor villamos vontatású összeköttetésének kiépítéséről is (a 10. számú Győr–Celldömölk-vasútvonal és a 16. számú Hegyeshalom–Szombathely-vasútvonal). A 2000-ben elkészített koncepció további vonalak villamosítását is javasolta. Mindezek ellenére 2008-ig a MÁV-nál villamos üzem-felvétel nem történt. Készült viszont egy újabb villamosítási koncepció 2007 elején.
Időközben a 16. számú Hegyeshalom–Szombathely-vasútvonalat a GYSEV átvette üzemeltetésre, villamosítása pedig elindult. A 10. számú Győr–Celldömölk vasútvonal villamosítása azóta lekerült a napirendről, a 2014-2020 közötti EU-támogatási ciklus projektjei között már nem szerepel.
A 2001–2005-ös év forgalmi adatainak legfrissebben elvégzett elemzése szerint a korábbi villamosítási program prioritásai ma is helytállóak: A 10. és a 16. vonal a MÁV legforgalmasabb nem villamosított vonalai közé tartoznak. Az elvégzett számítások szerint ezekkel a vonalakkal együtt 445 km vasútvonal érett a villamosításra, a dízelüzem felváltása ezeken a vonalakon gazdaságos és rövid idő alatt megtérülő beruházás.

## A harmadik sín

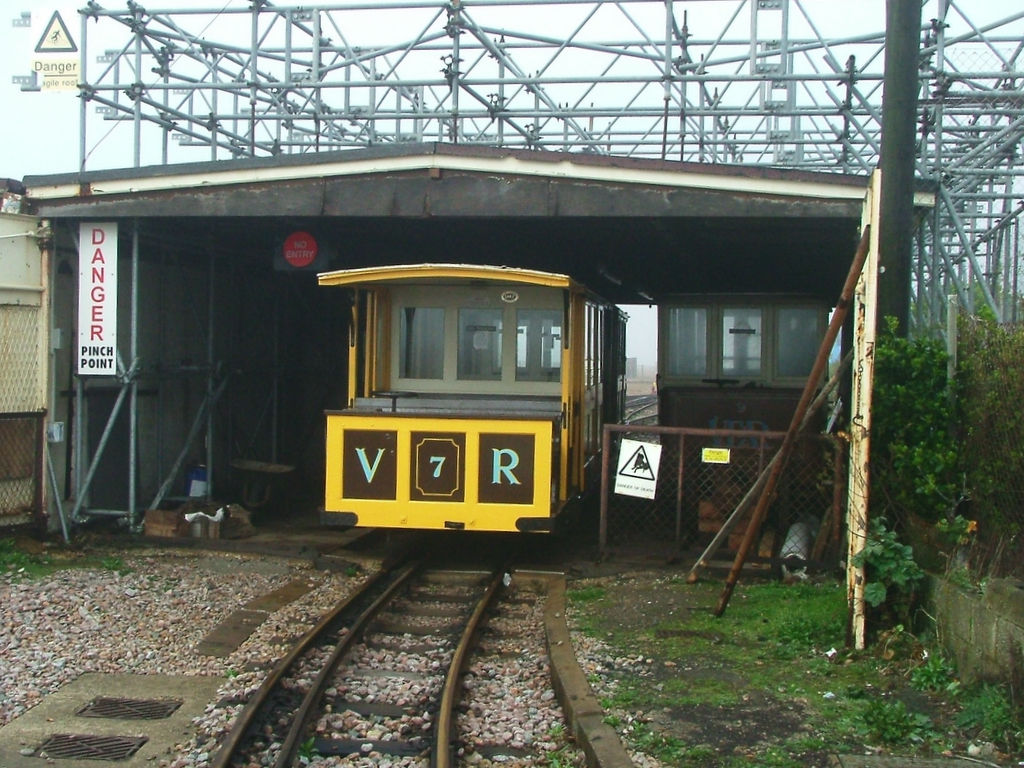
A brighton-i villamost máig harmadik sínről táplálják

Ezt a megoldást igen hamar kiszorította a felsővezeték. Leszámítva néhány világvárosban az elővárosi vonalakat, ma már szinte kizárólag a metróvonalakra korlátozódott a használata. Kizárólag egyenárammal használják. A rendszer előnye az egyszerű telepítés. Legnagyobb hátránya, hogy az áramellátó sín közel van a földhöz, valamint a pálya környékén tartózkodó emberekhez, így nem lehet nagyfeszültséggel táplálni (600 illetve 750 V használatos). Ez két problémát jelent: az első az, hogy a vontató járművek teljesítménye korlátozott (legfeljebb 2500 kW), a második pedig, hogy a tápláló állomásokat nagyon közel kell tenni egymáshoz (kb. 8 km).
Kivitelezése háromféle lehet:
- felül érintkező
- alul érintkező
- oldalt érintkező

A felül érintkező megoldás volt az első. Előnye, hogy az áramellátó sín a talpfákhoz (talpbeton) rögzíthető, továbbá az áramszedő saját súlyánál fogva a sínhez nyomódik. Hátránya, ha valami ráesik az áramellátó sínre, akkor az áramszedő nagyon súlyosan megrongálódik.
Az alulról érintkező megoldással próbálták az előző hátrányt kiküszöbölni. Itt azonban egy másik gond akadt, hogy az áramszedőt már el kellett látni egy olyan berendezéssel, ami megakadályozza, hogy a síntől saját súlyánál fogva eltávolodjon. Mivel az áramszedő alulról nyomódik a sínnek, így azt elég magasan kell rögzíteni.
Az oldalról érintkező megoldás előnye az előzővel szemben az, hogy nem szükséges az áramellátó sínt túl magasra emelni, és könnyebb az áramszedőt a sínhez nyomni. Ez a megoldás terjedt el leginkább.

## A felsővezeték

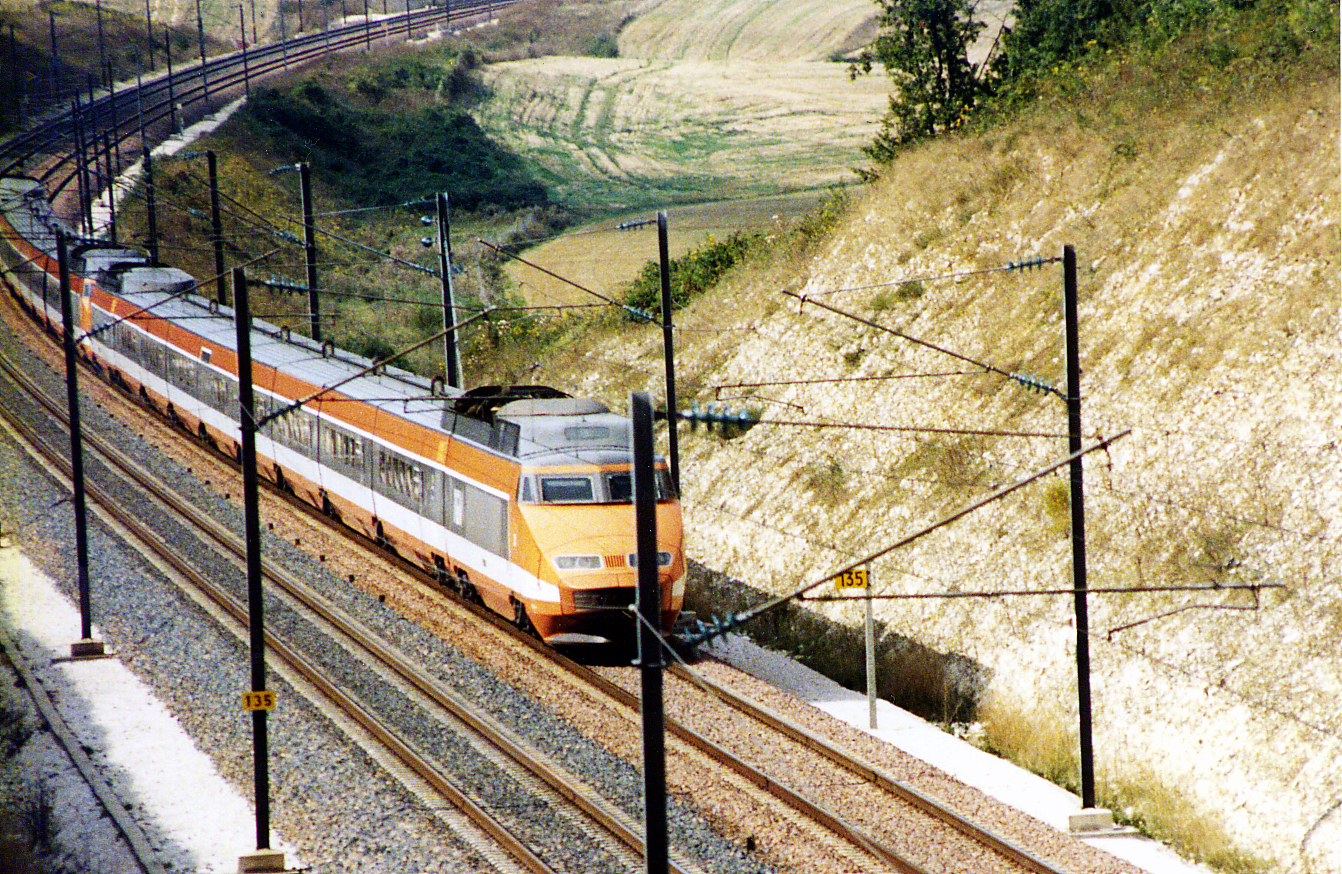
A TGV felsővezetékes megoldással

A felsővezetéket általában oszlopokra rögzítik, megközelítőleg a vasúti pálya közepe fölé. Annak érdekében, hogy a jármű áramszedői egyenletesen kopjanak, az azzal érintkező munkavezetéket a vágány középvonalához képest váltakozó oldalirányú kitéréssel függesztik fel. Ezt a jobbra-balra való „cikk-cakkozást” nevezik kígyózásnak. Mivel az áramszedők nem túl szélesek, ezért a felsővezeték kilengése még erős szél esetén sem lehet nagy. Emiatt a felsővezetéket rövidebb szakaszokra osztják, és a végükön több, függőlegesen felfüggesztett ellensúllyal (beton- vagy öntöttvas korongokkal) feszítik meg. A kivitelezése országonként és rendszerenként nagyon eltérő. Mivel a felsővezetéket avatatlan emberek nehezen közelíthetik meg, így azt biztonságosan lehet nagyfeszültséggel táplálni. A nagyfeszültség lehetővé teszi, hogy a tápláló állomások messzebb legyenek egymástól, így a rendszer kiépítése és üzemben tartása is olcsóbb, valamint nagyobb teljesítményt lehet elérni.

## A villamosítási rendszerek fejlődése
1879. május 31-én a berlini ipari kiállításon egy 300 méter hosszú pályán haladt egy akkoriban szokatlan, kémény nélküli kis mozdony. A mozdony az áramot a sínről kapta. A villamosításban kezdetben Amerika volt az élenjáró. A keleti partvidék városaiban, a füsttel teli alagutakban rengeteg baleset történt. A felsővezetéket ekkortájt csak néhány száz volt feszültségű egyenárammal látták el.
A századfordulón Európában azért indult nehezen a villamosítás, mert még Amerikában voltak akadékoskodók, akik felhangolták a közvéleményt, hogy a felsővezeték veszélyt jelent az emberekre. (Ez valószínűleg a piacukat veszélyeztetve érző bányatulajdonosok érdeke volt). Európában ezért inkább kivárták, míg megérik az idő a technológiaváltásra.

### A rendszerháború kezdete
Amerikában Edison tevékenységének köszönhetően a váltakozó áram használata jó ideig nem jelentett valós alternatívát. A váltóárammal hajtott vontatást Európában vezették be először. Amerikában az egyes vasúttársaságok különböző rendszerrel villamosították vonalaikat. Az Egyesült Államok vasútjai azonban nem voltak egymással összeköttetésben, így a rendszerbéli eltérések különösebb gondot nem okoztak. A Nagy-tavak mentén a Sínek királya már 3000 V feszültséggel működött.
Európában a villamosítást elsősorban az indokolta, hogy néhány ország nem rendelkezett saját szénkészlettel. Ilyen ország Svájc is, ahol a vízierőművek által termelt energia kézenfekvő a vasúti vontatás villamosítására. A svájciak és a németek nagyon hamar felismerték a nagyfeszültség előnyeit.
A nagyfeszültségű vontatást két tényező nehezítette:
- a vontatómotorokat, a szigetelés és kommutációs problémák miatt, legfeljebb 3000 V feszültséggel lehet ellátni;
- a fordulatszámot – folyamatosan és megbízhatóan – csak egyenáramú motoron lehetett szabályozni.

Az első tényezőt transzformátorral sikerült megoldani (ehhez kellett a váltakozó áram). A második problémára csak nehezen találtak megoldást. A kommutátoros egyenáramú motort nem lehet 50 Hz frekvenciájú váltakozó árammal hajtani. Emiatt a tápláló állomásokon a váltakozó áram frekvenciáját a harmadára kellett csökkenteni (16 2/3 Hz).
Bár Svájcban jól bevált ez a rendszer, nem minden európai országban találták előnyösnek. Az egyenáramú vontatást támogatta Franciaország, Olaszország, Spanyolország, Portugália, és az ő véleményüket osztották még a Benelux államok valamint Nagy-Britannia is. Svájccal csak Németország, Ausztria-Magyarország, Svédország és Norvégia értettek egyet.
A két tábor nem tudott megegyezni, aminek az lett a kellemetlen következménye, hogy Európában a mai napig négyféle rendszer van használatban (nem számolva az elszigetelt keskeny nyomközű hegyi vonalakat).

## Főbb villamosítási rendszerek a nagyvasúti vontatásban
Kapcsolódó cikk: Európa vasútvillamosítási rendszereinek listája
A teljesség igénye nélkül, csak a jelentősebbek:

### Egyenáramú
- 600 V – troli
- 750 V – ellátás harmadik sínről
- 825 V – Budapesti metró
- 1000 V – HÉV
- 1500 V – felsővezeték, fogaskerekű
- 3000 V – felsővezeték

### Váltakozóáramú (mind felsővezeték)
- 11 000 V, 25 Hz
- 12 000 V, 60 Hz
- 15 000 V, 16,67 Hz – Ausztriában
- 25 000 V, 50 Hz
- 25 000 V, 60 Hz
- 50 000 V, 50 Hz
- 50 000 V, 60 Hz

## A villamos vontatás előnyei
- A villamos vontatás olcsóbb, mint a dízel, ezért az energiaellátó rendszer kiépítése az adott vonal forgalmától függő időtartam alatt megtérül.
- A villamos vontatás fajlagos energiaköltsége 2005-ben a MÁV-nál a dízel vontatás kevesebb mint 20%-át tette ki. A MÁV 2005. évi vontatási teljesítményéből dízel vontatás 14,5%-ot teljesített, ennek összes energia-költsége nagyobb volt, mint a 85,5%-os arányú villamos vontatásé.
- Az új villamos vontatójárművek energia-visszatáplálásos üzemmódban való közlekedési feltételeinek megteremtésével tovább csökken a vonattovábbítási energiafogyasztás fajlagos értéke .
- A villamos járművek karbantartása olcsóbb és kevésbé létszámigényes (legalább egy dízel motorral egyszerűbb).
- A korábbi előrelátó tervezés következtében néhány kivételtől eltekintve megtörtént az egész magyar vasúti hálózat energiaátalakító alállomásokkal való lefedése, így a további villamosítás olcsóbb lehet.
- Az egyre egységesebb villamos hálózat pozitív hatást gyakorol a járművek kihasználására. Emellett a vontatási rendszer váltásakor elkerülhetetlenek a mozdony-váltások (vasúti szaknyelven „gépcserék”), amelyek a továbbhaladó vonatok számára 12-14 perces időveszteséget okoznak. Az egyre egységesebb hálózat ezeknek a határpontoknak csökkentését is jelenti.
- Az alternatív energiahordozók felhasználási lehetősége a villamos vontatásnál biztosított.
- A magyarországi teljes villamosenergia felhasználásának mindössze 1,5%-át fogyasztja a magyar vasút vontatási célokra. A teljes javasolt villamosítási program sem emelné meg ezt az arányt 0,2-0,4%-nál nagyobb mértékben.
- Az egységes fővonali villamos hálózat egységes járműparkkal kiszolgálható, a dízelvontatás járműveit csak az egyébként is eltérő paraméterekkel rendelkező mellékvonali hálózat kiszolgálására kell alkalmassá tenni. A ma üzemelő fővonali dízeljárművek elöregedtek, egyébként is cserére szorulnának.
- Nem jellemzően hazai probléma, de bizonyos sebességek felett a dízelvontatás alkalmatlan a feladat ellátására. Általában 160 km/h a dízel vontatás felső sebesség-határa. A 200 km/h sebesség feletti hálózatok kizárólag villamos üzeműek. A MÁV-nak sincs – és valószínűleg nem is lesz – 120 km/h-nál nagyobb sebességű dízeljárműve.
- Az egyik legfontosabb előny a villamos vontatás környezetre gyakorolt kedvezőbb hatása. A zaj-, lég- és talajszennyezés területén egyaránt a villamos vontatás az előnyösebb.

## A villamos vontatás hátrányai
- A nem egységes vasút-villamosítási szabványú területeken (pl. nemzetközi 3 kV/25 kV vagy AC/DC határoknál) időigényes mozdonycsere, illetve drága, több áramnemű mozdonyok alkalmazása szükséges. A dízel- és gőzmozdonyok számára csak a sínpár nyomtávjának jelentős különbsége jelentett átjárhatatlan akadályt.
- Áramszedő pantográf törése vagy fakidőlés okozta felsővezeték-szakadás esetén az összes villany-vontatású szerelvény leáll az érintett betáplálási szakaszon, míg gőz- vagy dízelüzem esetén, különös szükségben egy másik mozdony még eltolhatja kitérőig a szolgálatképtelen szerelvényt.
- A felsővezeték-rendszer a vasúti töltéshez és sínekhez képest bonyolultabb, sérülékenyebb műtárgy, a vontatási áramot szolgáltató erőművek pedig háborúban célpontot jelentenek a bombázók számára, ezért fegyveres konfliktus vagy súlyos természeti katasztrófa esetén a villanyvontatás folyamatos üzeme nem garantálható. A villanymozdonyok mellett az államnak jelentős számú dízelgépet, sőt gőzmozdonyokat is fent kellene tartania, haváriák és ún. „M”-helyzet kezelésére.
- A megrongálódott felsővezeték és áram-betáplálási pontok helyreállításán az életveszély miatt kizárólag szakmai végzettséggel rendelkező személyek dolgozhatnak, ezért katasztrófa vagy háború esetén a villamos vontatás lassabban állítható helyre, mint a dízelüzem (amelyhez csak pályatest szükséges és azon egyetlen előmunkás irányításával korlátlan számban segédmunkások is krampácsolhatnak).
- A felsővezeték akadályozza a szokatlan méretű, illetve formájú szállítmányok vasúti fuvarozását, ezek közútra kényszerülésének gazdasági és honvédelmi kihatásai is vannak.
- A különféle villamos vontatási rendszerek zavart keltenek a sínáramkörökben. Ez szinte kizárólag a lineáris biztosítóberendezésekre és jelfeladó berendezésekre vonatkozik, melyeket leginkább a kelet-európai országok használnak. Pont emiatt nincs engedélyezve pl. az osztrák (ÖBB) többáramnemű mozdonyok használata a szlovák (ŽSR) vonalakon.

## Költségek
A jelenlegi 2007-es árszinten 1 kilométer villamosítása 35-50 millió Ft, ha csak a tiszta villamosítási költségeket vesszük figyelembe.
A villamosítási beruházás a következő költségtényezőkből tevődik össze:
- A villamos felsővezeték-rendszer,
- a szükséges alállomások,
- a vasúti műtárgyak esetleg szükségessé váló módosítása,
- a biztosító-berendezések esetleges átalakítása,
- MÁV hírközlési beruházások és zavarelhárítások,
- a vasúti felsővezeték és az országos villamos távvezeték-hálózat keresztezésének esetleges átalakítása,
- a polgári hírközlés esetleges zavarelhárítása,
- a környezetvédelemmel kapcsolatos beruházási költségek.

Többek között nem tartozik a villamosítási beruházás költségei közé:
- a pályarehabilitáció és a pályakorszerűsítés,
- a nyomvonal-korrekció,
- az ívkorrekció,
- és a biztosítóberendezés fejlesztés költsége.

Ennek oka az, hogy ezek a beruházások a vasút-villamosítás nélkül is megvalósulhatnak, illetve indokoltak lehetnek. A villamosítás költségei közé csak azok a fejlesztések kerülhetnek be, amelyek a villamosítás miatt válnak indokolttá, amelyek a villamos üzem felvételének előfeltételei.
Ezen tények hangsúlyozása azért szükséges, mert igen sok korábbi villamosítási terv bukott meg azon, hogy a villamosításra „ráakaszkodó” egyéb vonal-rekonstrukciós igények – amelyek általában természetesen jogosak, de függetlenek a villamosítástól – összességében kezelhetetlenül nagy beruházási igényt jelentettek.

## Egyéb vonalak
Van néhány olyan vonal is, amelyeknek villamosítása önmagában gazdaságilag nem rentábilis, mégis célszerű vasútüzemi, technológiai okokból az új üzemmód bevezetése.
Ilyen okok lehetnek:
- hálózatrészeket összekötő vonalszakaszok (ennek kitűnő példája az Aszód–Vácrátót-vasútvonal),
- csomópontok egységes kiszolgálását lehetővé tevő villamosítások,
- járműtípusok egységesítése, illetve jobb kihasználhatósága,
- környezetvédelmi megfontolások.

Valószínűleg ilyen megfontolások is vezették a svájci szakembereket, ahol a hálózat villamosítottsága eléri a 99%-ot.
Összességében tehát megállapítható, hogy a vonalvillamosítást a magyar vasúti hálózaton célszerű és gazdaságos tovább folytatni. Az európai uniós támogatásokra eredményesen lehet pályázni, emellett célszerű olyan egyéb finanszírozási módszereket is bevonni a projektekbe, ahol a beruházás kedvező megtérülése előnyös a pénzügyi partnerek számára.